# Yevgeniy Yablonskiy
Yevgeniy Yablonskiy (en bielorruso: Яўген Уладзіміравіч Яблонскі; Chervyen, 10 de mayo de 1995) es un futbolista bielorruso que juega en la demarcación de centrocampista para el Asteras Trípoli F. C. de la Superliga de Grecia.

## Selección nacional
Tras jugar con la selección de fútbol sub-19 de Bielorrusia y la sub-21, finalmente hizo su debut con la selección absoluta el 6 de septiembre de 2019 en un partido de clasificación para la Eurocopa 2020 contra Estonia que finalizó con un resultado de 1-2 a favor del combinado bielorruso tras el gol de Erik Sorga para Estonia, y los goles de Mikita Navumaw y de Maksim Skavysh para el combinado bielorruso.

## Clubes
| Club                  | País        | Año       | Partidos | Goles |
| --------------------- | ----------- | --------- | -------- | ----- |
| F. C. BATE Borisov    | Bielorrusia | 2014-2022 | 259      | 14    |
| Aris de Limassol      | Chipre      | 2022-2023 | 42       | 0     |
| Asteras Trípoli F. C. | Grecia      | 2024-     | 48       | 5     |

## Palmarés

### Campeonatos nacionales
| Título                      | Club               | País        | Año  |
| --------------------------- | ------------------ | ----------- | ---- |
| Liga Premier de Bielorrusia | F. C. BATE Borisov | Bielorrusia | 2014 |
| Supercopa de Bielorrusia    | F. C. BATE Borisov | Bielorrusia | 2015 |
| Copa de Bielorrusia         | F. C. BATE Borisov | Bielorrusia | 2015 |
| Liga Premier de Bielorrusia | F. C. BATE Borisov | Bielorrusia | 2015 |
| Supercopa de Bielorrusia    | F. C. BATE Borisov | Bielorrusia | 2016 |
| Liga Premier de Bielorrusia | F. C. BATE Borisov | Bielorrusia | 2016 |
| Supercopa de Bielorrusia    | F. C. BATE Borisov | Bielorrusia | 2017 |
| Liga Premier de Bielorrusia | F. C. BATE Borisov | Bielorrusia | 2017 |
| Liga Premier de Bielorrusia | F. C. BATE Borisov | Bielorrusia | 2018 |
| Copa de Bielorrusia         | F. C. BATE Borisov | Bielorrusia | 2020 |
| Copa de Bielorrusia         | F. C. BATE Borisov | Bielorrusia | 2021 |
| Primera División de Chipre  | Aris de Limassol   | Chipre      | 2023 |